# Бхархут
Бхархут — поселение в Центральной Индии (юго-западнее Аллахабада), где находится древнейший буддийский монастырский комплекс со ступой III—II веков до н. э., открытый А. Каннингемом в 1873 году. В Бхархуте сохранилось множество каменных барельефов ступы и врат. Сюжетами служили в основном эпизоды из жизни Будды до и после Просветления. Будда представлен в композициях символически: древом Бодхи, пустым троном, колесом Закона, следом стопы, ступой. Главным дарителем Бхархута был царь Дханабхути.
Скульптуры Бхархута представляют собой одни из самых ранних образцов индийскогои буддийского искусства, более поздних, чем монументальное искусство времён императора Ашоки (около 260 г. до н. э.), и несколько более поздних, чем ранние барельефы периода Шунга на перилах ступы №2 в Санчи (начиная с 115 г. до н. э.).  Большое количество скульптур сохранилось в хорошем состоянии. Недавние авторы датируют рельефы перил Бхархута примерно 125—100 гг. до н. э., очевидно, позднее ступы № 2 в Санчи. Ворота тораны были созданы несколько позже перил и датируются 100—75 гг. до н. э.  Историк Аджит Кумар дает более позднюю дату Бхархута — I век н. э., основываясь на стилистических сравнениях с поддающимися датировке произведениями искусства Матхуры, в частности скульптурами с именем правителя Содасы. Многие находки из Бхархута сейчас находятся в Индийском музее в Калькутте.
Буддизм существовал в Бхархуте до XII века. Небольшой буддийский храм был расширен около 1100 года нашей эры, и была установлена новая статуя Будды. На этом месте была найдена большая санскритская надпись того же периода, вероятно, впоследствии утраченная. Она отличается от надписи Лал Пахад, датируемой 1158 годом нашей эры, в которой упоминаются цари Калачири.
Некоторые недавние реконструкции имели тенденцию к отделению Бхархута от периода империи Шунги, и скорее приписывали ступу к I веку н. э., основываясь на художественном сходстве с более датированным искусством Матхура и подвергая сомнению древность надписей в Бхархуте (в частности, надписей о Дханабхути), предложенных традиционной палеографией.

## Ступа Бхархута

### Структура

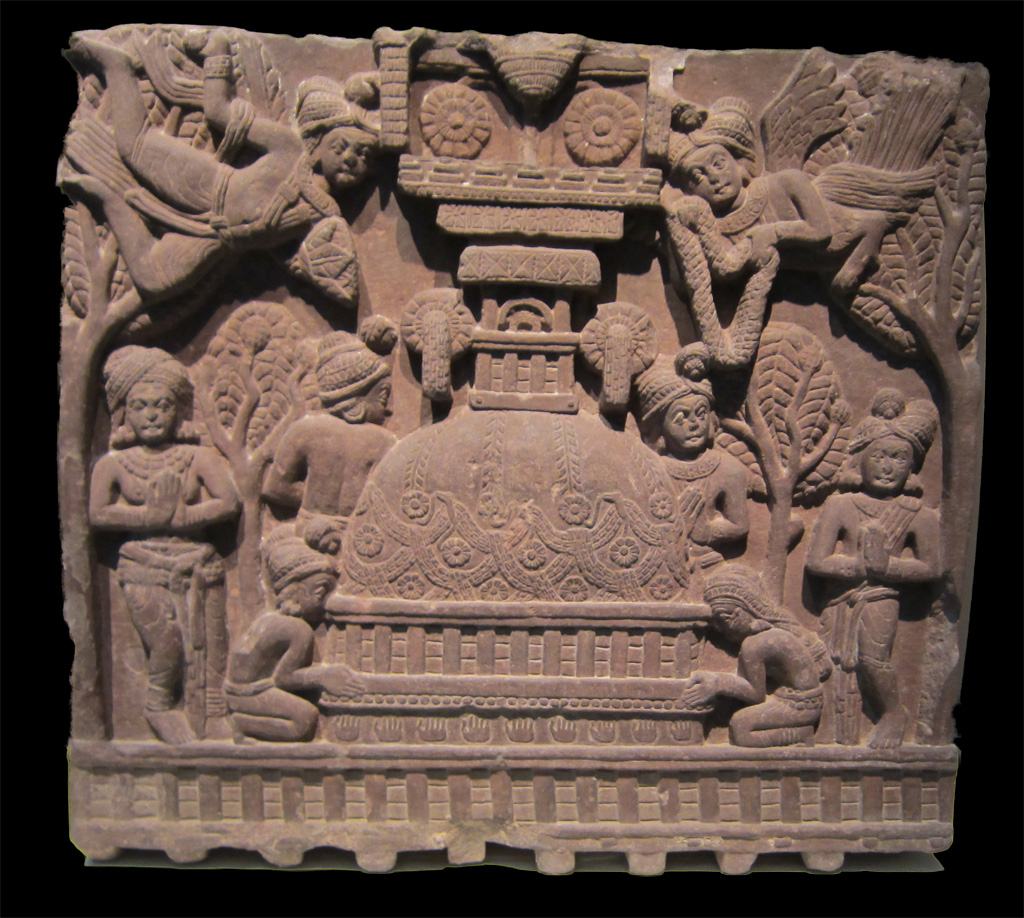
Ступа Бхархута, изображённая на одном из фризов. Галерея искусств Фрира.

Ступа Бхархута могла была быть впервые построена по приказу императора Маурьев Ашоки в III веке до н. э., но многие произведения искусства, в частности, ворота и перила, по- видимому, появились позднее, в период Шунги, со многими рельефами, датируемыми II веком до  н. э. или позднее. Кроме того, скульптуры были добавлены во времена северного буддийского королевства Сугана.
Центральная ступа была окружена каменными перилами и четырьмя воротами торана, имевшим то же расположение, что и в Санчи. Большая часть перил была восстановлена, но из четырёх ворот торана сохранились лишь одни. Эпиграф на колонне ворот ступы упоминает её возведение «во время правления Сугаса при Ватсипутре Дханабхути». Надпись «Суганам Радже» может означать «во время правления Шунгаса», хотя и не без двусмысленности, поскольку оно могло также быть «во время правления Суганаса», северного буддийского королевства. В эпиграфических записях Индии нет другого упоминания имени «Шунга». 
Надпись гласит: 
Suganam raje raño Gāgīputasa Visadevasa pautena, Gotiputasa Āgarajusa putena
Vāchhīputena Dhanabhūtina kāritam toranām silākammamto cha upamno.
Во время правления Шугаса (Суганаса, или Шунгаса) были сделаны ворота и каменная кладка, подаренная Дханабхути, сыном Вахи, сыном Агараджу, сыном Готи, и внуком царя Висадевы, сыном Гаги.

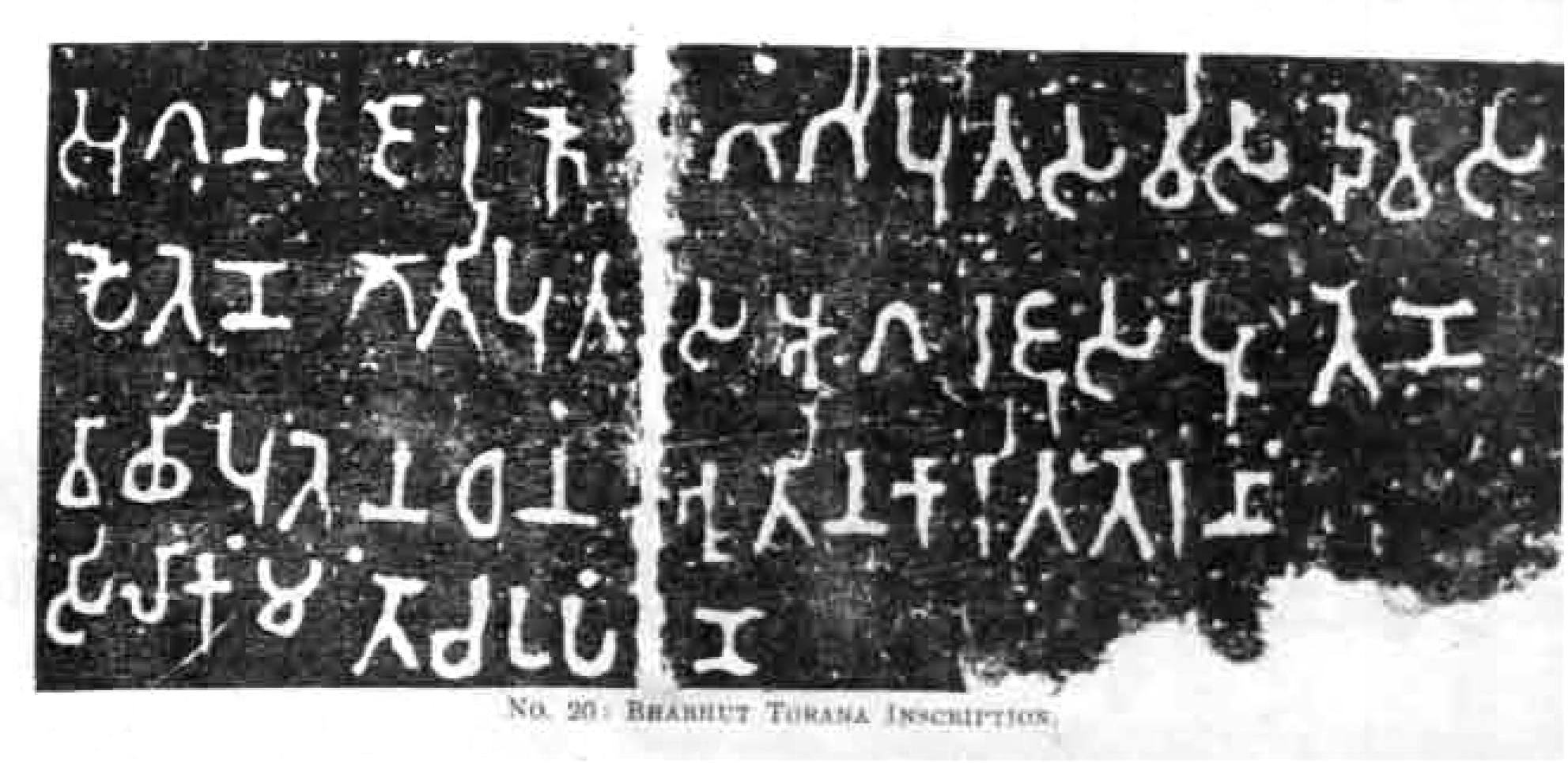
Надпись Дханабхути.

Если принять имя как «Шунгас», а Шунга, как известно, были индуистскими монархами, то сам Дханабхути не мог быть членом этой династии, поскольку он сделал крупное посвящение буддийскому памятнику. Имя Дханабхути также не встречается в списках царствования Шунги. Его упоминание «в правление Шунгаса» даёт основание предположить, что сам он не был правителем Шунга, а мог быть данником Шунга или правителем соседней территории, такой как Кошала или Панчала.

### Строители

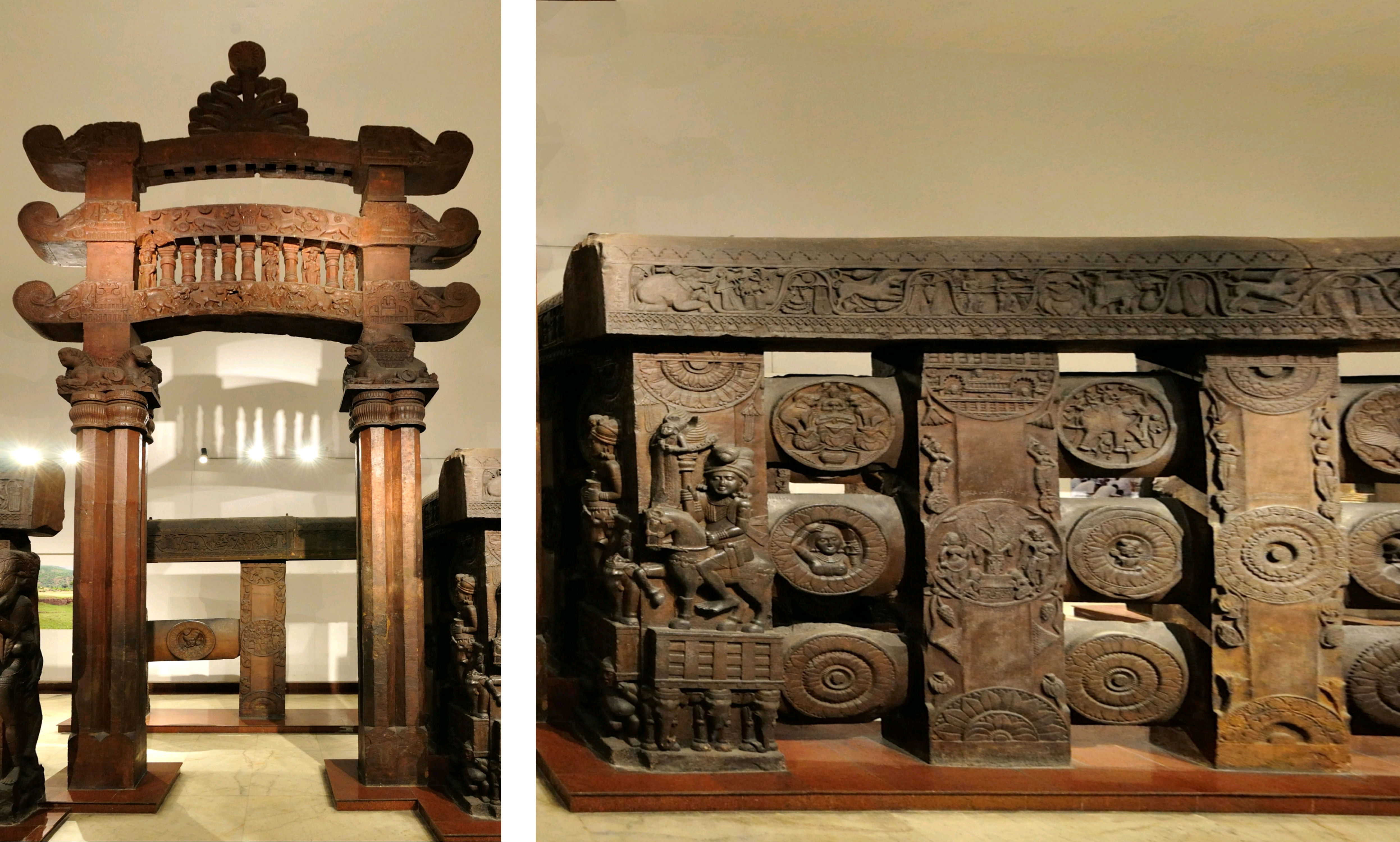
Ворота (слева) были сделаны северными (вероятно, гандхарскими) каменщиками с использованием алфавита кхароштхи, а перила (справа) были изготовлены каменщиками с использованием знаков местного письма брахми.

Следы камнеобработки в Кхароштхи были найдены на нескольких элементах останков Бхархута, что указывает на то, что некоторые из строителей, по крайней мере, прибыли с севера, особенно из Гандхары, где использовалась письменность Кхароштхи. Каннингем объяснил, что буквы Кхароштхи были найдены на балюстрадах между наличниками ворот, но не встречались на перилах, имевших индийские отметки, резюмируя, что художественно более изысканные ворота, вероятно были изготовлены художниками с Севера, а перила — местными ремесленниками.
По мнению некоторых авторов, эллинистические скульпторы также имели некоторую связь с Бхархутом и Санчи.  Структура в целом, а также различные элементы указывают на эллинистическое и другое иностранное влияние, например, рифлёный колокол, парная капитель персеполитанского ордера и обильное использование эллинистической огненной пальметты или мотива жимолости. Однако, несмотря на происхождение авторов, врата сохраняют по форме сильный индийский характер.

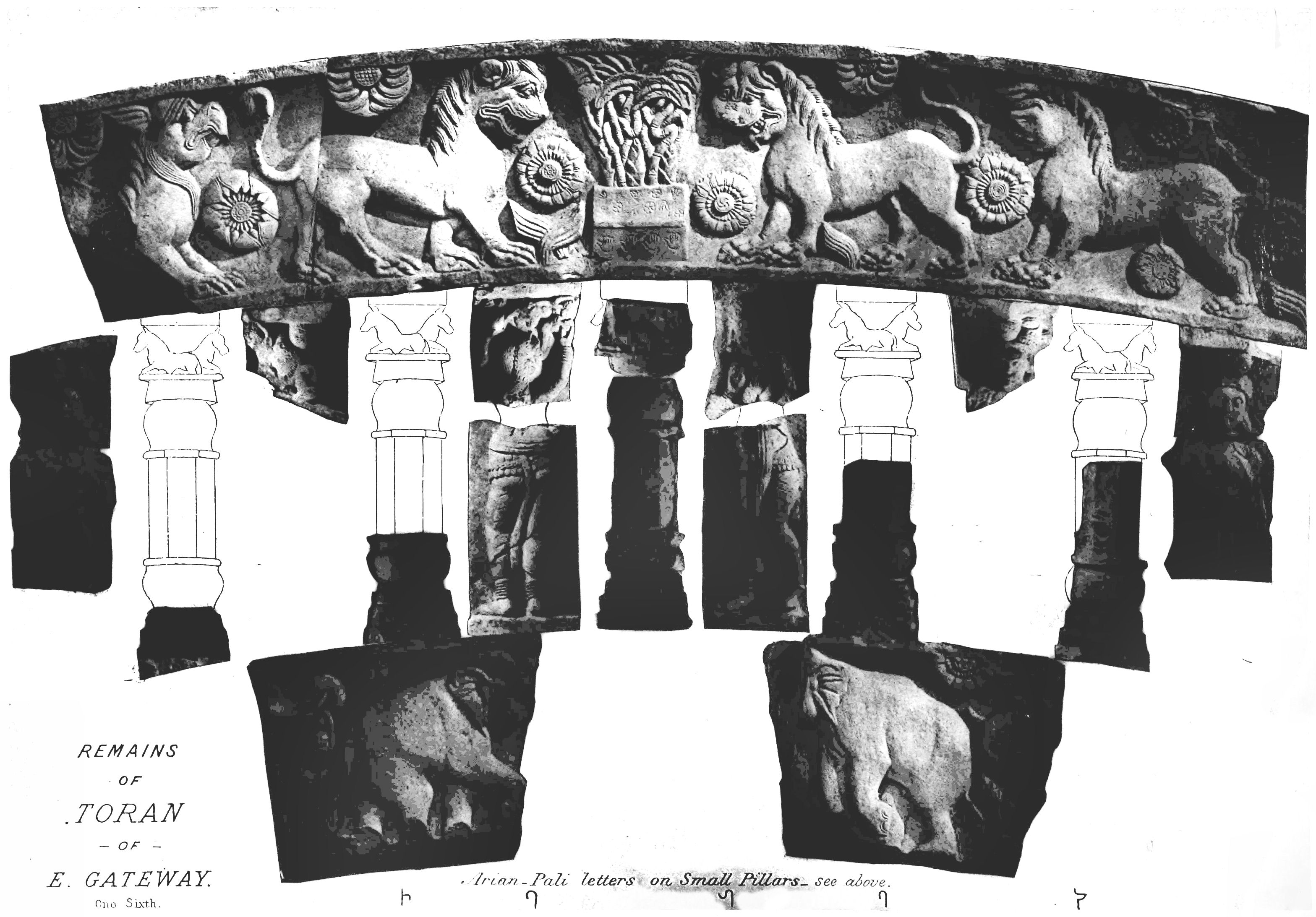
Столбы восточных врат Бхархута.

Похоже, что перила были первыми элементами, построенными примерно в 125—100 гг. до н. э. Большие ворота были построены позднее, примерно в 100—75 гг. до н. э. С художественной точки зрения украшения ограждений считаются стилистически более поздними, чем у Ступы Санчи № 2, что позволяет предположить датировку около 100 лет до н. э. для рельефов ограждений и 75 лет до н. э. для ворот.

### Раскопки

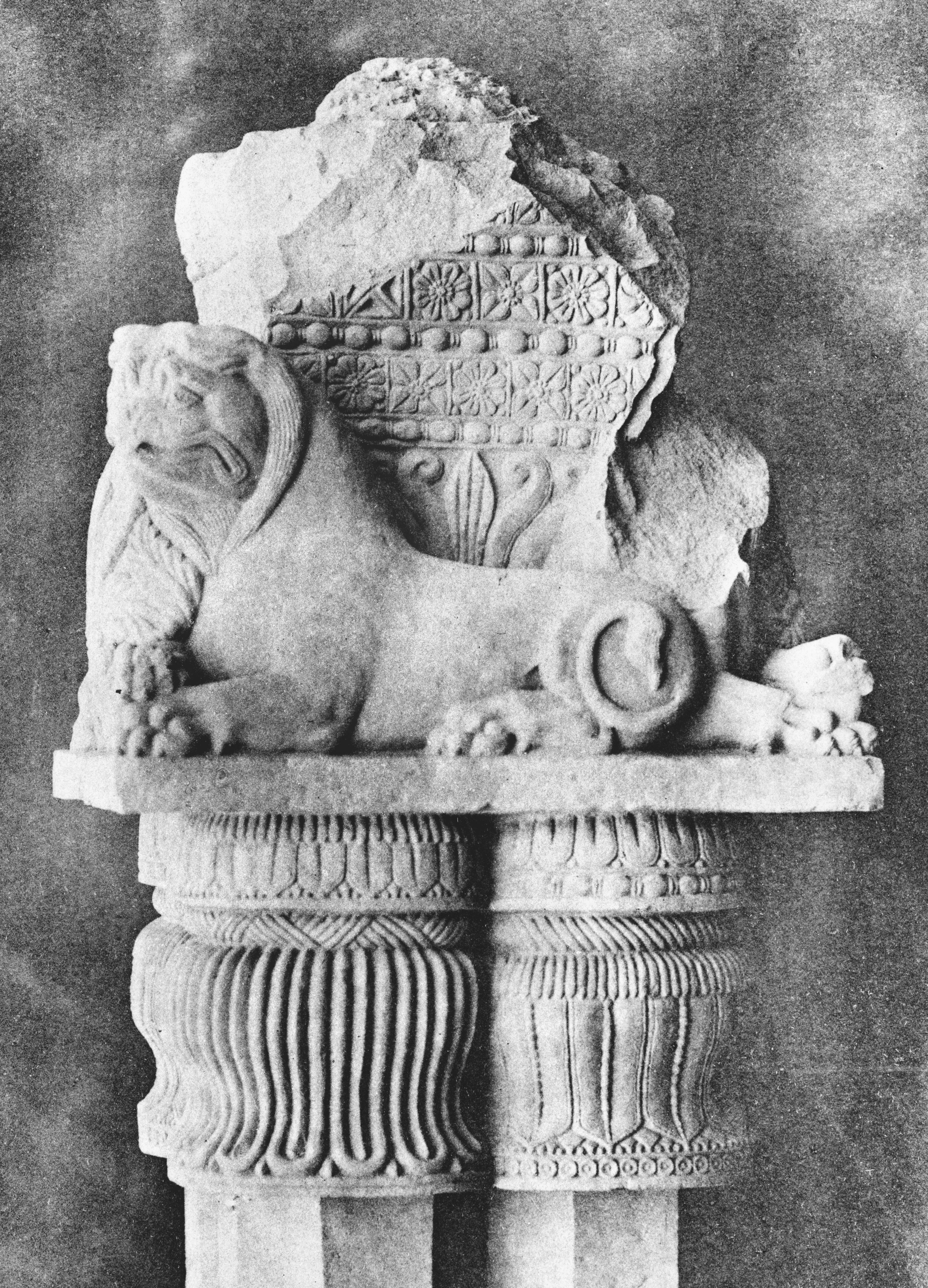
Капитель столба Бхархут с розеткой, орнаментом из шариков и вытянутых роликов и огненной пальметтой.

В 1873 году Александр Каннингем посетил Бхархут. В следующем году он произвёл раскопки этого места. Джозеф Дэвид Беглар, помощник Каннингема, продолжил работы и сделал множество фотографий.
Столица столпов в Бхархуте, датируемая II веком до н. э. в период правления империи Шунга, является примером бхархутской архитектуры, сочетающей персидский и элленистический стили, для которых характерны лежащие животные (в стиле колонн Ашоки), а также центральные анты капителей с множеством эллинистических элементов (розетки, орнамент из перемежающихся шариков и вытянутых роликов), а также центральный дизайн пальметты в стиле, аналогичном стилю столицы Паталипутры.
Комплекс в Бхархуте включал средневековый храм, в котором находилась колоссальная фигура Будды, а также фрагменты скульптур Будды с изображениями Брахмы, Индры и т. д.. Беглар также сфотографировал буддийскую санскритскую надпись X века, о которой в настоящее время ничего не известно.
Разрушенная ступа, фундамент основного сооружения, всё еще находится в Бхархуте; однако ворота и перила были разобраны и снова собраны в Индийском музее в Калькутте. На них изображены события предыдущих жизней Будды или сюжеты из джатак. Многие из них имеют форму больших круглых медальонов. Две из панелей находятся в галерее искусств Фрира в Вашингтоне.  

## В качестве образца раннего индийского искусства

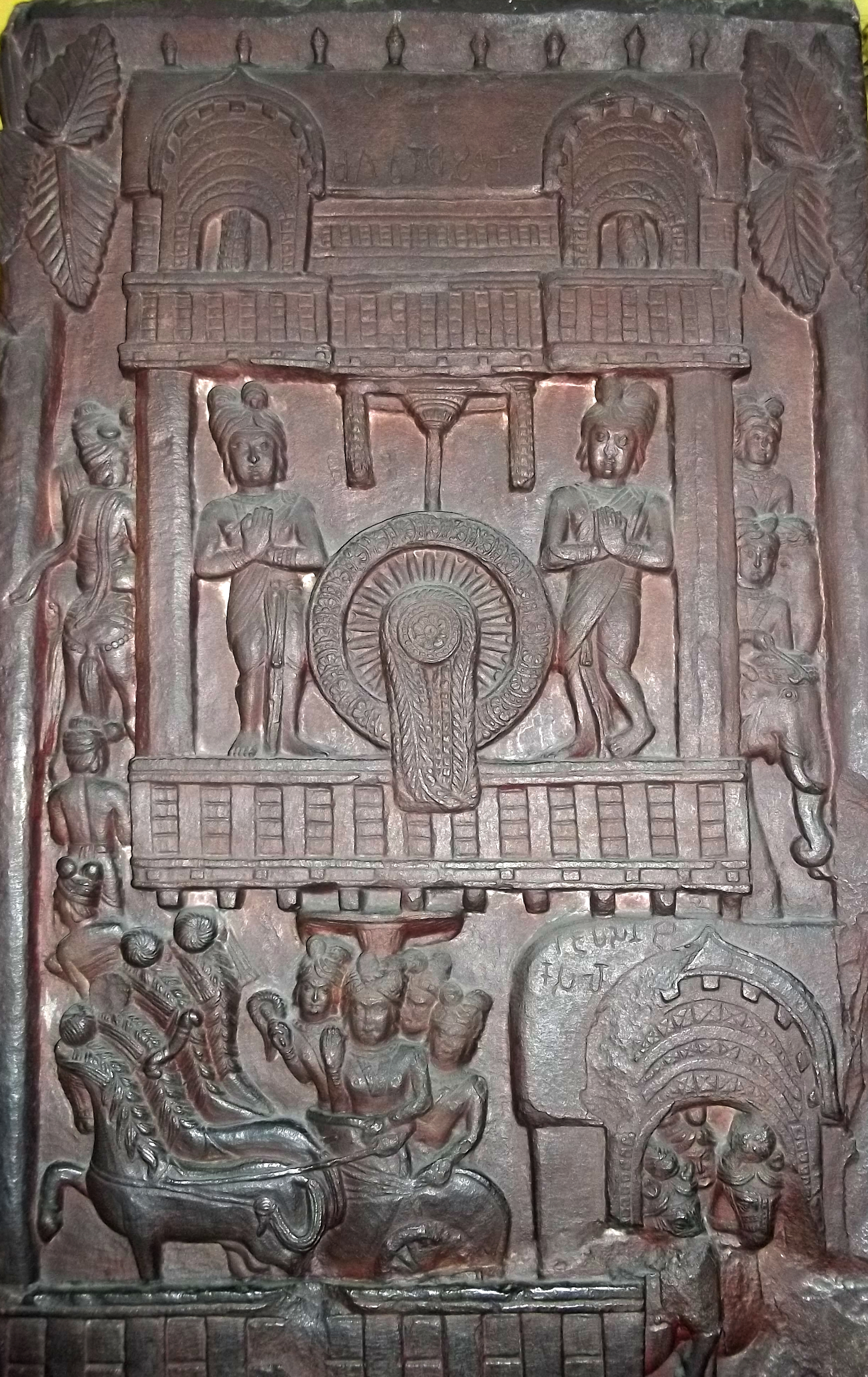
Рельеф из Бхархута.

В соответствии с ранней аниконической фазой буддийского искусства, Будда представлен только посредством символов, таких как дхармачакра, дерево Бодхи, пустое сиденье, следы или символ триратаны.
Стиль представляет собой самый ранний этап индийского искусства и все персонажи изображены в индийских дхоти, за исключением одного иностранца, считающегося индо-греческим солдатом, с буддийской символикой. Резные фигурки Бхархута датируются немного позже, чем рельефы ступы Санчи № 2 и более ранние фрески Аджанты. Необычной особенностью панелей Бхархута является включение текста в повествовательные панели, на которых часто изображены отдельные люди.

## Надписи
Надписи, найденные в Бхархуте, имеют большое значение для прослеживания истории раннего индийского буддизма и буддийского искусства. 136 надписей упоминают жертвователей. Они включают в себя людей из Видиша, Пурики (город где-то в горах Виндхьи), Паталипутры ( Бихар), Karhad (Махараштра ), Бходжакаты ( Видарбх, восточная Махараштра), Косамби ( Уттар-Прадеш) и Назика (Махараштра). 82 надписи служат в качестве меток для панелей с изображением джатак, жизни Будды, Кассапы Будды якшей и якшини.

## Выживание в XI—XII веках

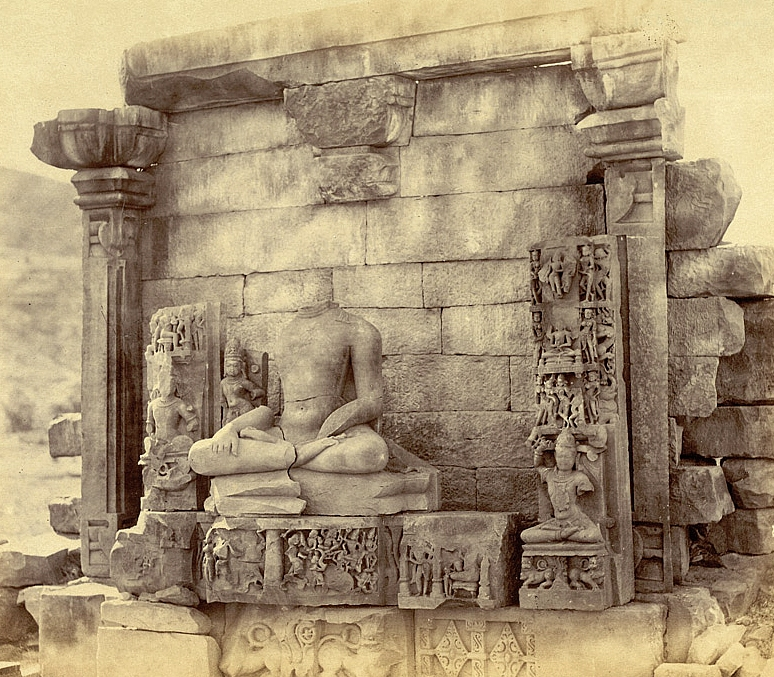
Скульптура Будды в Бхархуте XI—XII вв.

В дополнение к санскритской надписи была найдена скульптура Будды, датируемая XI—XII веками, принадлежащая структуре вихары.  Это свидетельствует о том, что буддизм здесь сохранялся до указанного периода.
Хотя самые известные останки относятся к I веку до н. э., Бхархут, как и Санчи, продолжал использоваться в качестве буддийского монастырского центра более тысячелетия. Но памятники Бхархута были в конечном итоге разрушены, а большая часть останков использовалась местными сельскими жителями в качестве строительного материала.

## Недавно найденные буддийские останки в районе Бхархута и Санчи
Несколько небольших ступ и буддийских статуй, датируемых XII веком, были обнаружены в районе возле Санчи и Бхархута. Они демонстрируют, что буддизм в этом регионе был широко распространён и просуществовал до XII века.  К находкам относятся:
- Деревня Баншипур, Дамох[24]
- Будда Данда, Синграули[25]
- Билахри, Катни[26]
- Девгарх, Лалитпур[27]
- Кхаджурахо[28]

## Галерея

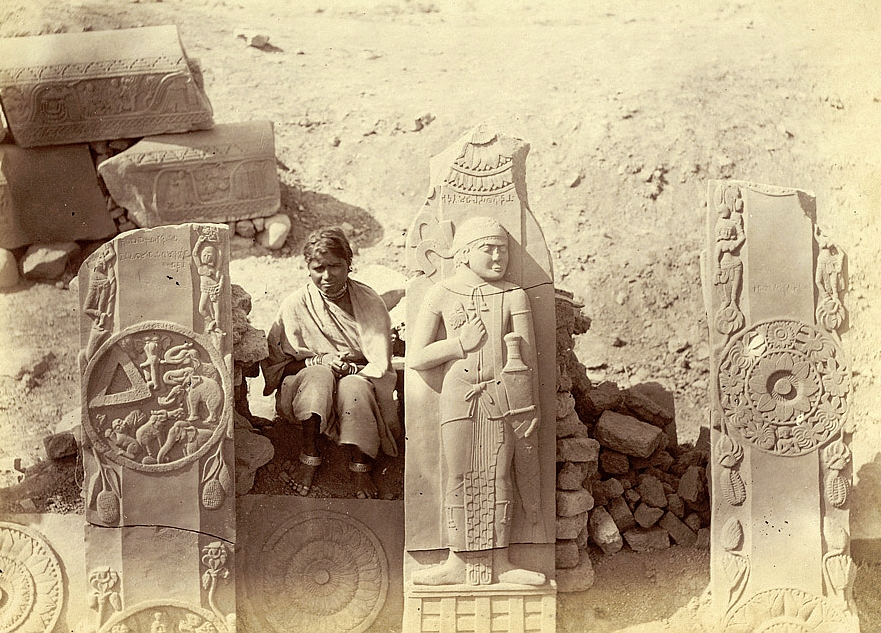
Раскопки Бхархута
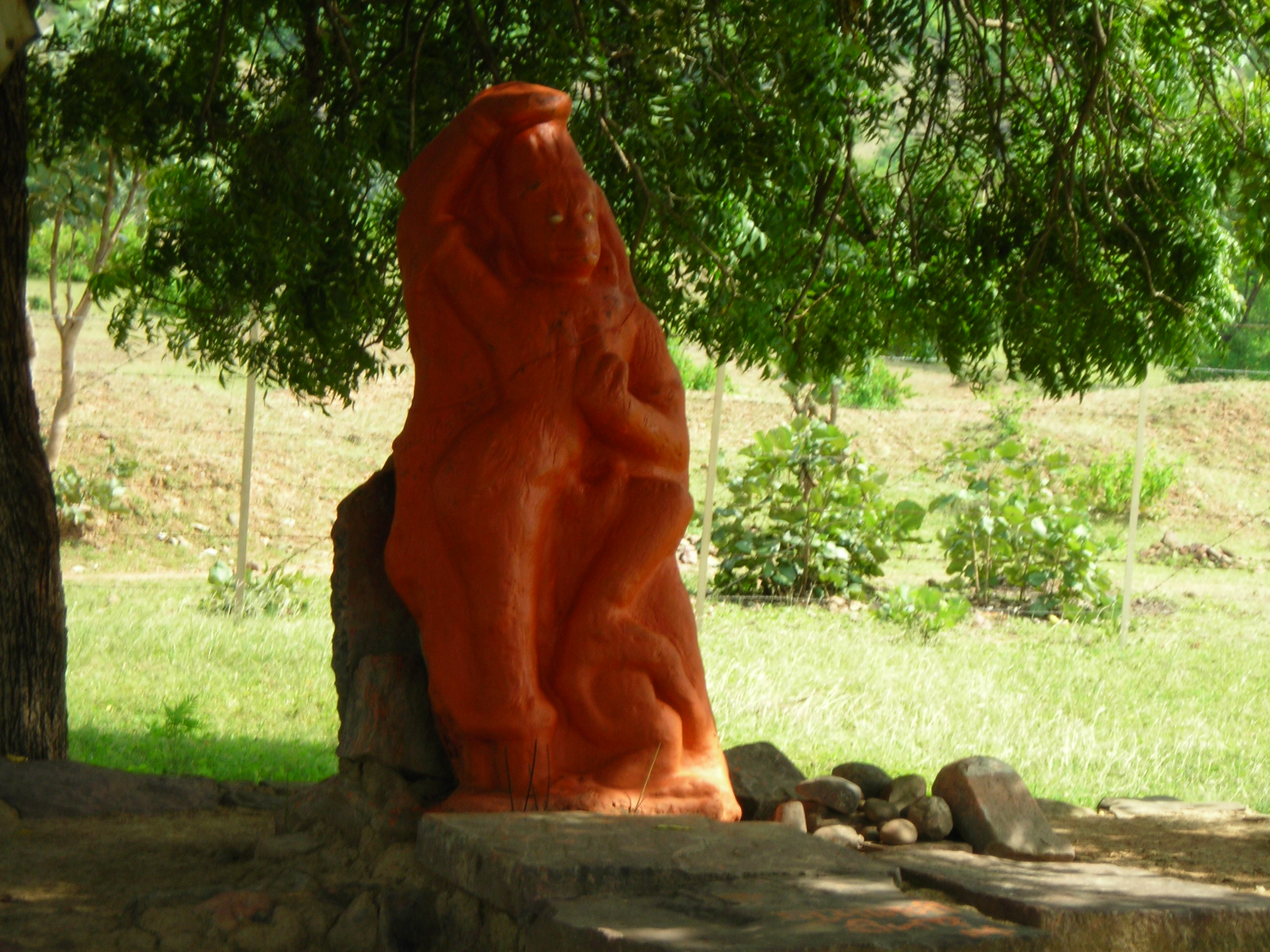
Рельеф Якша в Бхархуте, которому местные жители поклоняются как Хануману
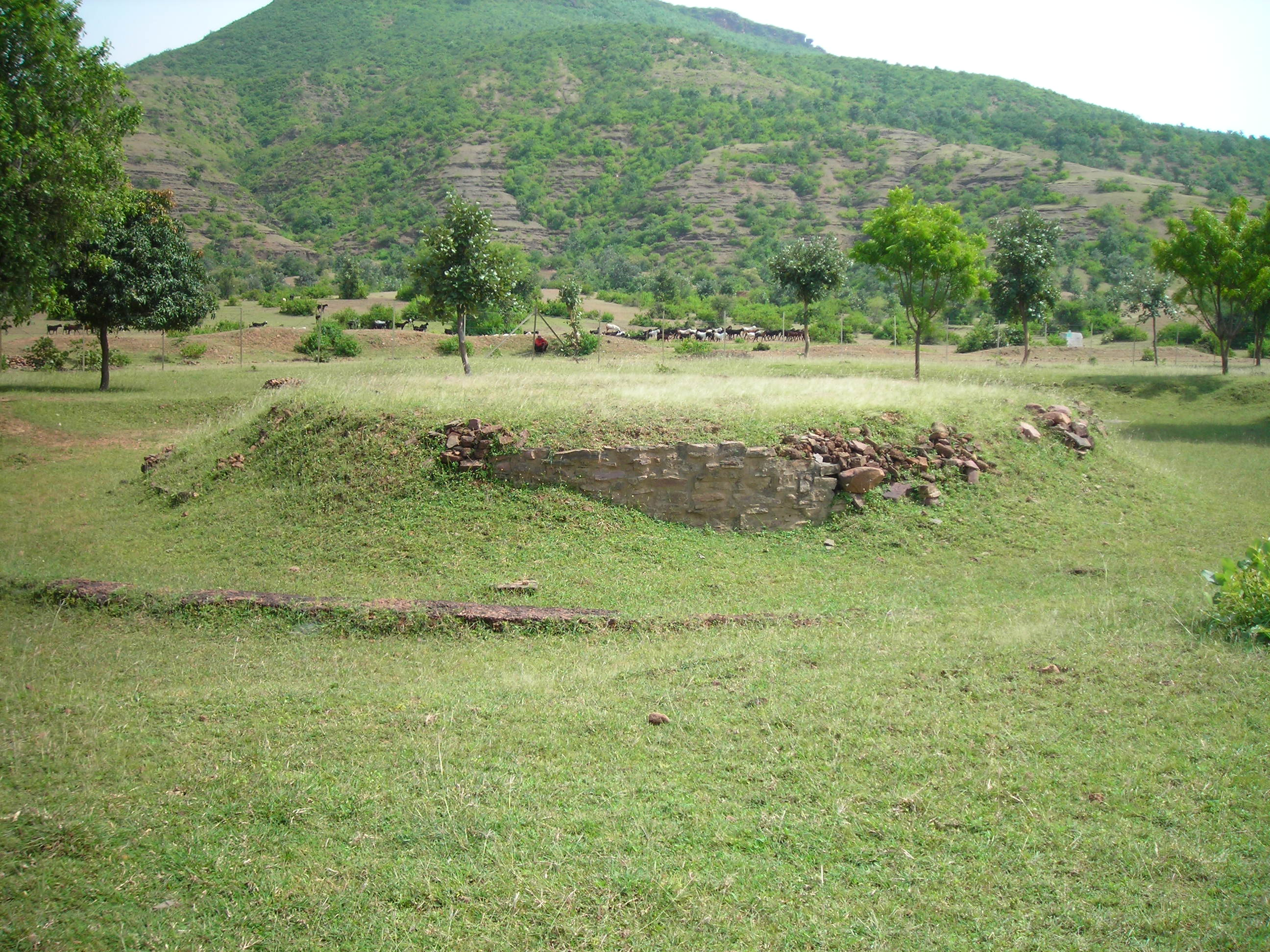
Разрушенная ступа Бхархут; за ним виден Лал Пахади (Красная гора)
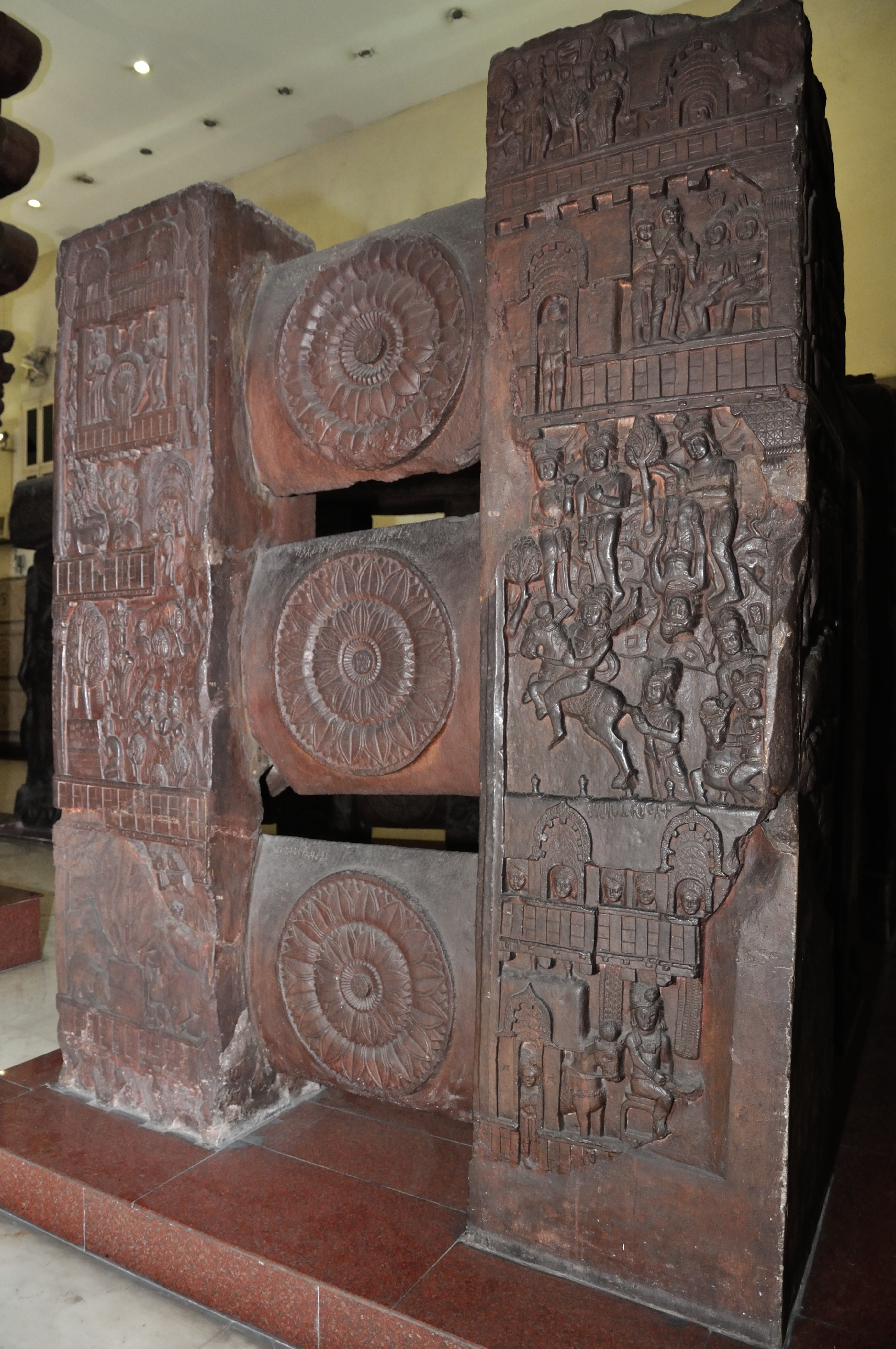
Секция перил в Индийском музее.